# Archaeospheniscus wimani
Archaeospheniscus wimani é uma espécie extinta de pinguim. Foi a menor espécie do género Archaeospheniscus, possuindo aproximadamente 75–85 cm de altura, ou cerca do tamanho de um pinguim-gentoo.
Era também a mais antiga espécie conhecida do seu género, visto os seus restos terem sido encontrados em estrtos do Eocénico médio ou tardio, da formação La Meseta, na Ilha Seymour, na Antártida.
O nome da espécie é em honra de Carl Wiman, um pesquisador do início do século XX que propôs as fundações para a classificação dos pinguins pré-históricos.